# صبري خطاب
صبري فريدي خطّاب (بالنرويجية: Sabri Freddy Khattab) ـ (ولد في 12 يناير 1990) هو لاعب كرة قدم، يلعب في خط الوسط بنادي إلفيروم لكرة القدم في دوري القسم الأول النرويجي، كما سبق له اللعب بالدوري الكندي لنادي إدمونتون لفترة وجيزة سنة 2017.
أعلن خطّاب ـ المولود بالنرويج ـ رغبته في اللعب لمنتخب مصر، إلا أن المنتخب المصري لم يستدعِه حتى الآن.

## روابط خارجية
- صبري خطاب على موقع اتحاد النرويج (النرويجية)
- صبري خطاب على موقع قاعدة بيانات كرة القدم.إي يو (الإنجليزية)
- صبري خطاب على موقع Soccerway.com (الإنجليزية)